# Ta' Xbiex
Ta' Xbiex també coneguda com a Città Ferdinand és un municipi de Malta, situat a la zona central, prop de la capital La Valletta. Amb una població de 2.148 (estimada el 2019) i una superfície de 0,3 km².
Es diu que el nom de Ta' Xbiex es va originar a partir de la seva ubicació geogràfica exacta, ja que s'enfronta al sol naixent. La paraula maltesa 'Tbexbex' és descriptiva del sol a mesura que surt. Altres diuen que el nom podria provenir de la paraula 'Xbiek' que significa xarxes de pesca, com semblaria apropiat perquè els seus habitants puguin navegar i pescar lliurement des de les seves costes. De fet , el seu escut representa la roda d'un vaixell, confirmant encara més la seva connexió amb el mar.